# یدالله مفتون امینی
یدالله مفتون امینی (۲۱ خرداد ۱۳۰۵ – ۱۰ آذر ۱۴۰۱) متخلص به مفتون، شاعر معاصر ایرانی بود.
او در ۲۱ خرداد ۱۳۰۵ در شهرستان شاهین‌دژ دهستان هولاسو که در کناره زرینه رود و آذربایجان قرارگرفته، زاده شد. وی پس از گذراندن دبستان و دبیرستان در تبریز به تهران آمد و وارد دانشگاه شد. او دانش‌آموختهٔ رشتهٔ حقوق قضایی از دانشکده حقوق دانشگاه تهران بود. از سال ۱۳۲۸ تا ۱۳۵۹ یعنی ۳۱ سال در وزارت دادگستری خدمت نمود.
امینی در آغاز شاعری کلاسیک و کهن‌پرداز بود اما بعدها—به‌ویژه طی سال‌های پس از انقلاب ۱۳۵۷—به شعر بی وزن و قالب‌های نوپردازانه روی آورد. وی علاوه بر شعر فارسی، اشعاری نیز به زبان ترکی سروده‌است.
او در دومین دوره جشنواره بین‌المللی شعر فجر در بخش آزاد برگزیده شد. امینی در ۱۰ آذر ۱۴۰۱ در ۹۶ سالگی درگذشت.

## دفترهای شعر
| سال  | نام دفتر                            | نام انتشارات یا شهر   | یادداشت                |
| ---- | ----------------------------------- | --------------------- | ---------------------- |
| ۱۳۳۶ | دریاچه                              | بانک بازرگانی / تهران |                        |
| ۱۳۴۴ | کولاک                               | شمس / تبریز           |                        |
| ۱۳۴۶ | انارستان                            | ابن سینا/ تبریز       |                        |
| ۱۳۵۸ | عاشقلی کروان                        | رفعت / تبریز          |                        |
| ۱۳۵۷ | نهنگ یا موج، گزینه کولاک و انارستان | تهران                 |                        |
| ۱۳۷۰ | فصل پنهان، گزینه اشعار              | مرغ آمین / تهران      |                        |
| ۱۳۷۶ | یک تاکستان احتمال                   | نگاه / تهران          |                        |
| ۱۳۷۸ | سپیدخوانی روز                       | ثالث / تهران          |                        |
| ۱۳۸۳ | عصرانه در باغ رصدخانه               | نشر نگاه / تهران      |                        |
| ۱۳۸۵ | من و خزان و تو                      | نشر امرود / تهران     |                        |
| ۱۳۸۶ | شب هزار و دو                        | نشر نگاه / تهران      | شامل بخشی به ترکی آذری |
| ۱۳۸۷ | اکنون‌های دور                        | امرود / تهران         |                        |
| ۱۳۸۹ | از پرسه خیال در اطراف وقت سبز       | امرود / تهران         |                        |
| ۱۳۹۱ | جشن واژه‌ها و حسّ‌ها و حال‌ها           | امرود / تهران         |                        |
| ۱۳۹۳ | طلایی/خاکستری/رگبار                 | ثالث / تهران          |                        |
| ۱۳۹۳ | گزینه اشعار                         | مروارید / تهران       |                        |
| ۱۳۹۵ | آجی چای                             | آواز /تهران           | مجموعه کامل اشعار ترکی |
| ۱۳۹۷ | مستقیم تا نرسیده به صبح             | کوله پشتی / تهران     |                        |